# セーラー服

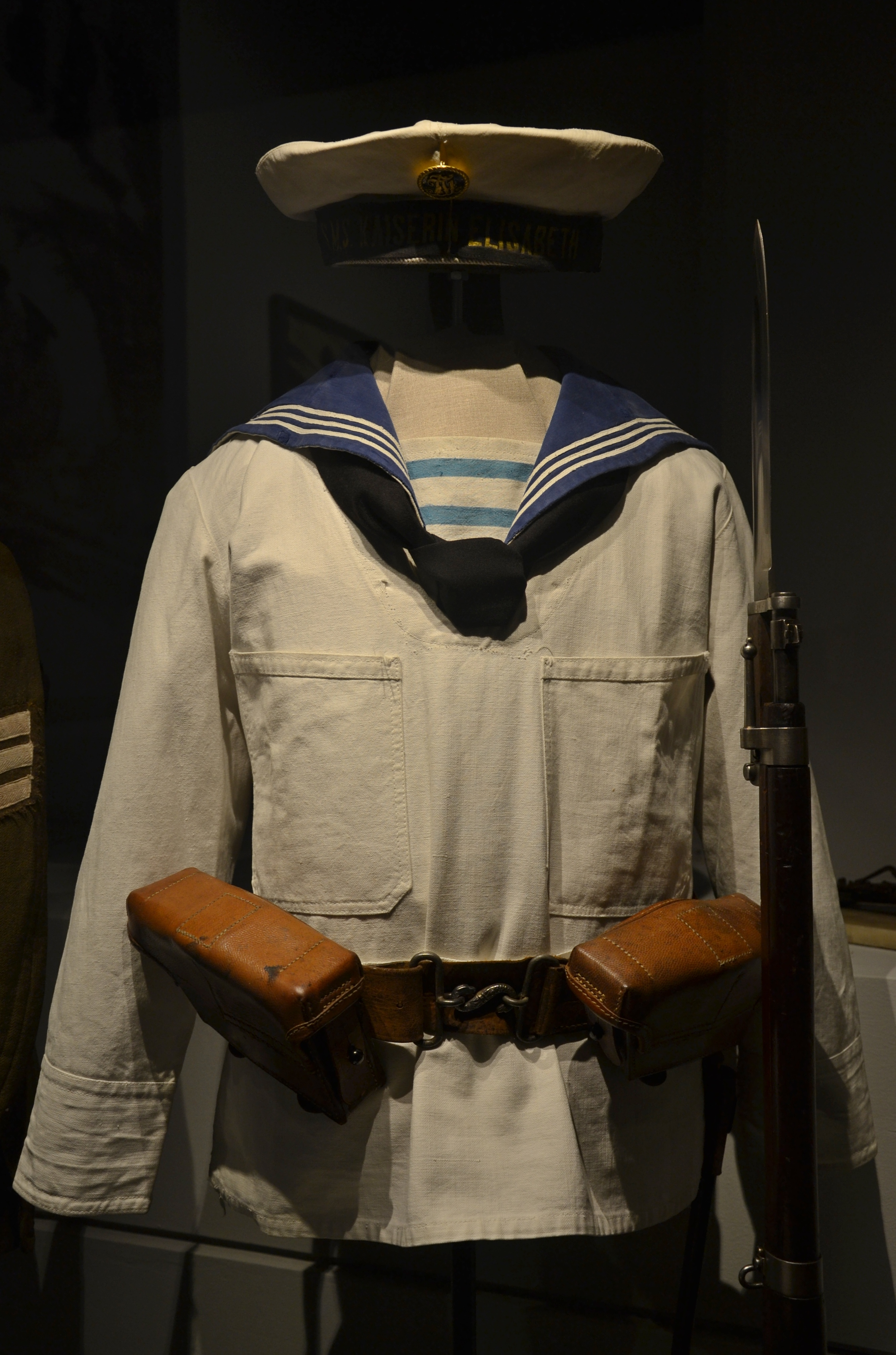
オーストリア＝ハンガリー帝国海軍水兵のセーラー服

セーラー服（セーラーふく）は、セーラーカラーと呼ばれる独特の形状をした大きな襟が特徴のトップス。水兵用の軍服であり各国の海軍で使用されている。
日本海軍にも明治時代に導入され、当初「水火夫服」、後に「フロック」と称した（明治8年11月12日太政官第168号布告別冊）。また、イギリス人を意味する「John Bull」から「ジョンベラ」とも呼ばれた。現在の海上自衛隊においても使用されている。
一方、セーラー服は19世紀後半から20世紀初頭にかけて子供服や女性のファッションとしても流行した。
また、セーラー服は日本では女子学生の制服として採用された。日本の女子学生の制服としてのセーラー服は、コスプレ文化と共に"Sailor fuku"の名で知られている。

## 来歴

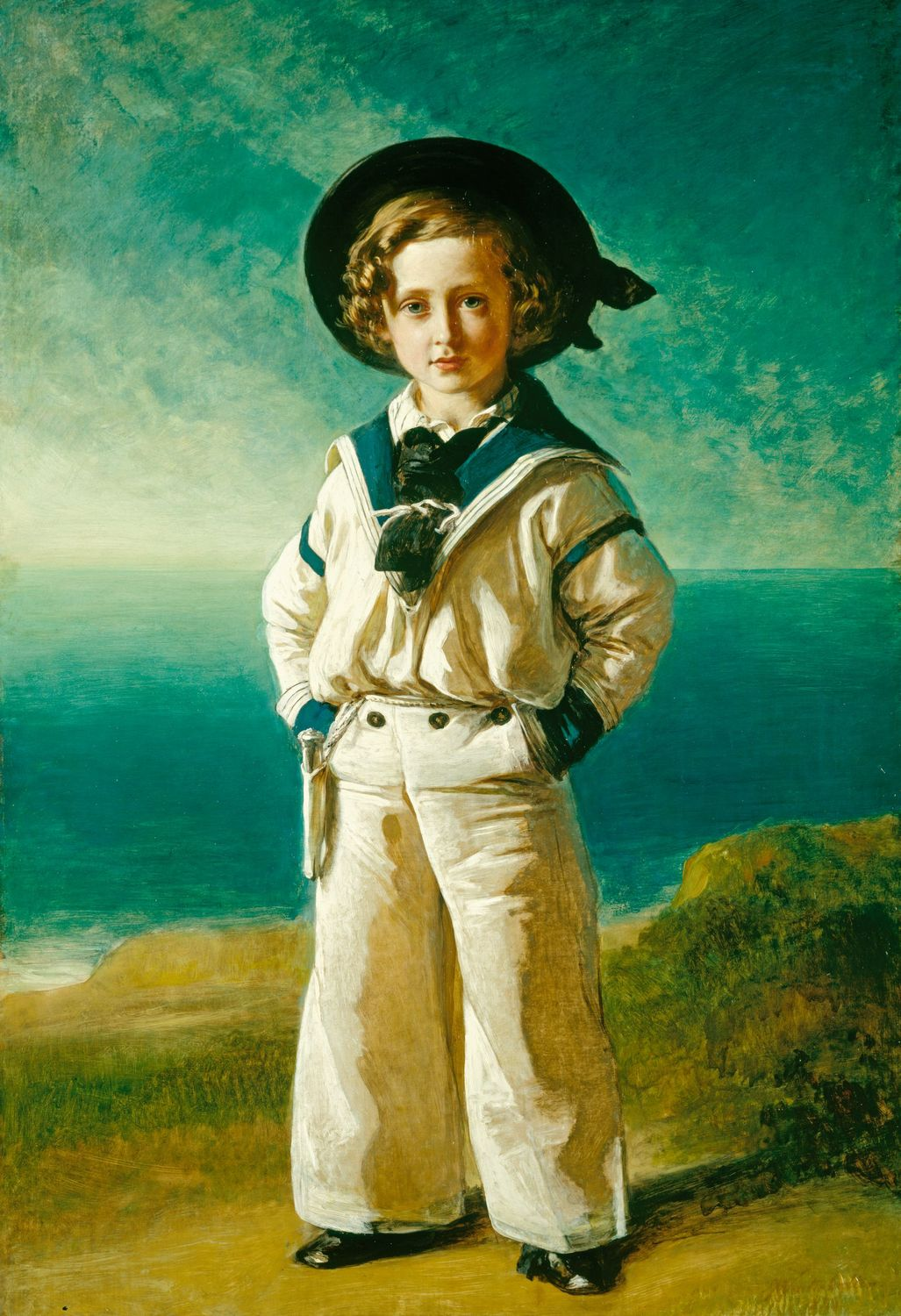
アルバート・エドワード王太子（1846年）

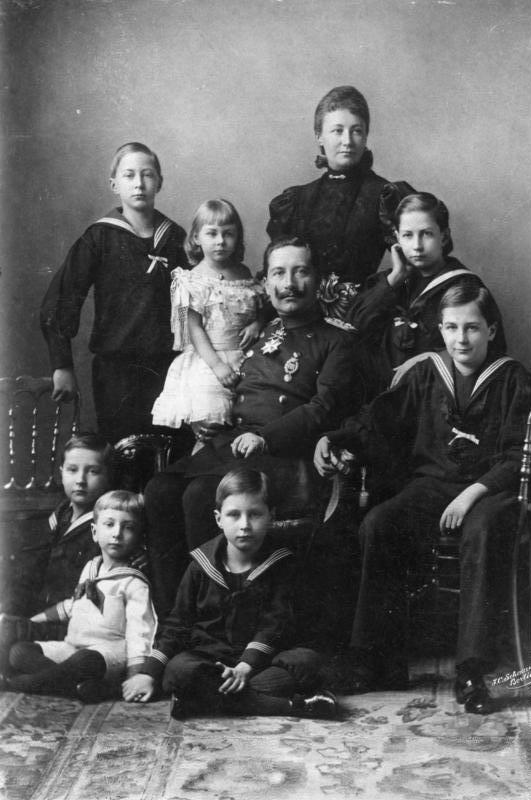
ヴィルヘルム2世一家（1896年）

セーラー服は、帆船の船乗り（セーラー、英語：sailor）の甲板衣が原型であり、19世紀に現在のデザインが誕生した。海事史家の杉浦昭典によれば、1846年にイギリス王太子アルバート・エドワード（のちのエドワード7世）が王室の船に乗船する際に着用した、当時の船乗りが好んで身につけた服装の特徴を抽出したデザインの子供服（母のヴィクトリア女王は「セーラーズ・ドレス」と記している）が今日の「セーラー服」の起源である。王室画家が描いた図像が評判となって、男児服として普及したという。
これについて、イギリスのヴィクトリア女王（在位：1837年 - 1901年）は、英王室ヨット“HMY Victoria and Albert”乗組の水兵の制服として揃えられたセーラー服が気に入り、同一デザインの子供服を誂えて1846年のクルージングの際に王太子アルバート・エドワード（のちのエドワード7世）にその衣服を着用させた。女王は他の王子達にもセーラー服を与え、孫であるプロイセンのヴィルヘルム王子（のちのドイツ皇帝ヴィルヘルム2世）にも寄贈した。このことから、イギリス国内では王室に倣い、海軍好きの国民性も相俟って子供服として流行した。また、この流行はその後20世紀初頭にかけて世界的なものとなった、とも説明される。
セーラー服はしばしば「水兵服」と翻訳・説明されるが、海軍が水兵の服装を制式化するのは王太子のセーラー服よりも後で、デザインも王太子のセーラー服を範としたものであった。杉浦は水兵服（海軍水兵の軍服）がセーラー服となったのではなく、セーラー服の一種が水兵服に採用されたと説明している（#軍服節参照）。
また、19世紀のフランスでは女性のファッションとしてセーラー服が着られるようになり、その後ボーイッシュ・ブームの一環としてヨーロッパ各国やアメリカで女性のファッションとして流行した。（en:Sailor dressも参照）
日本では20世紀前半までに主に女子生徒用の制服として定着した（#日本の女子生徒用制服節参照）。

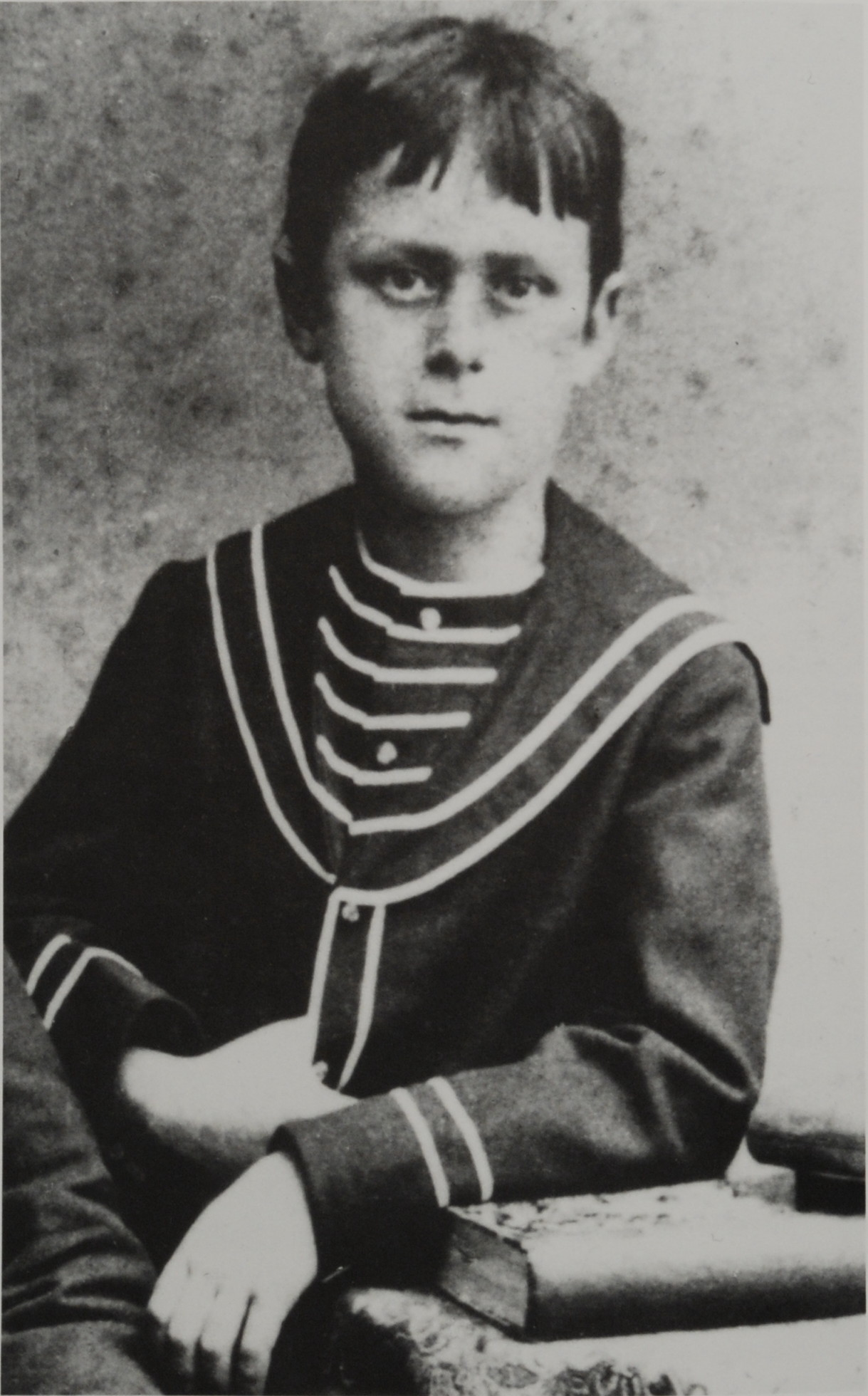
トーマス・マン（1884年）
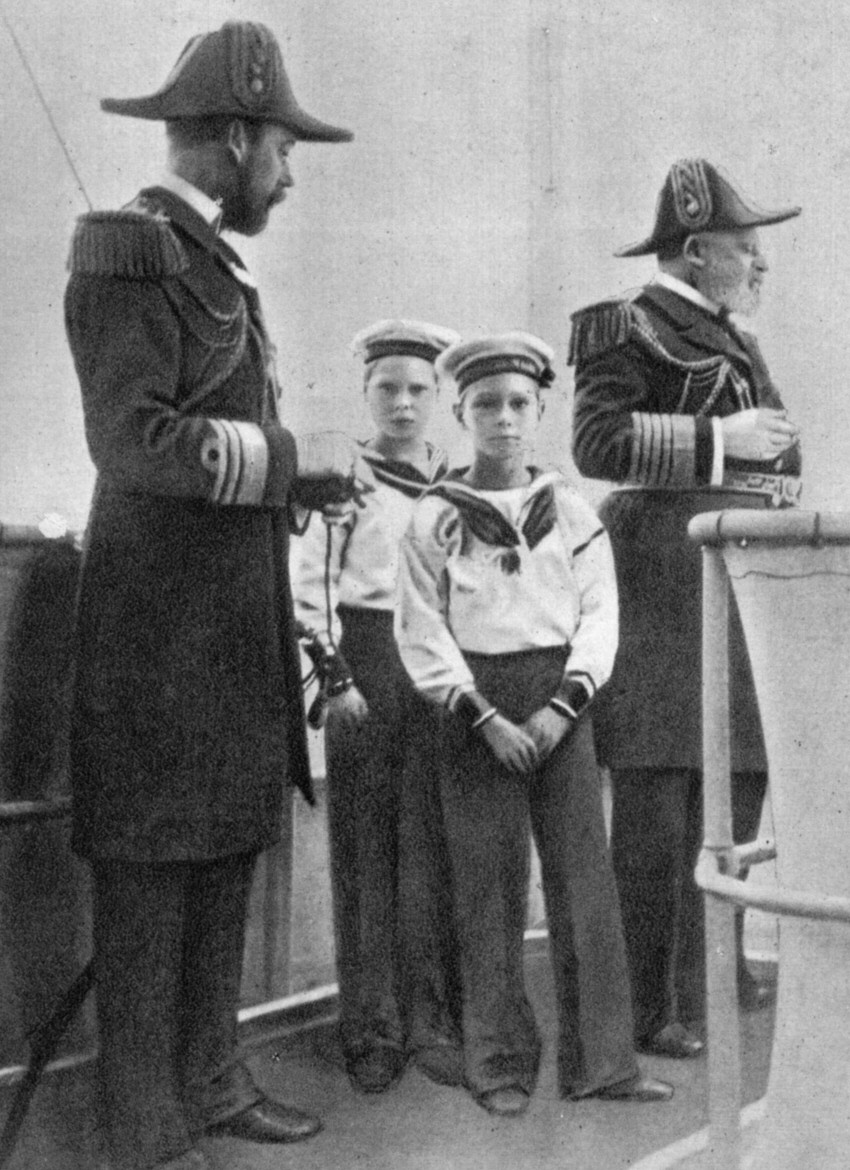
エドワード7世（右）の王子たち（1908年）
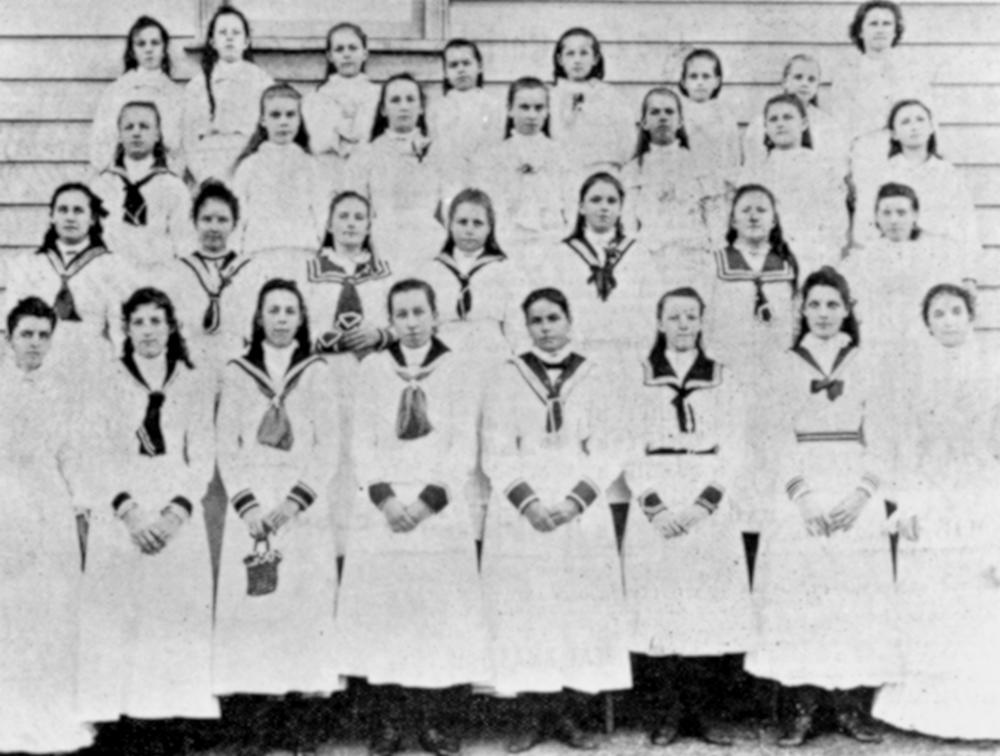
クィーンズランドの女子生徒（1901年）
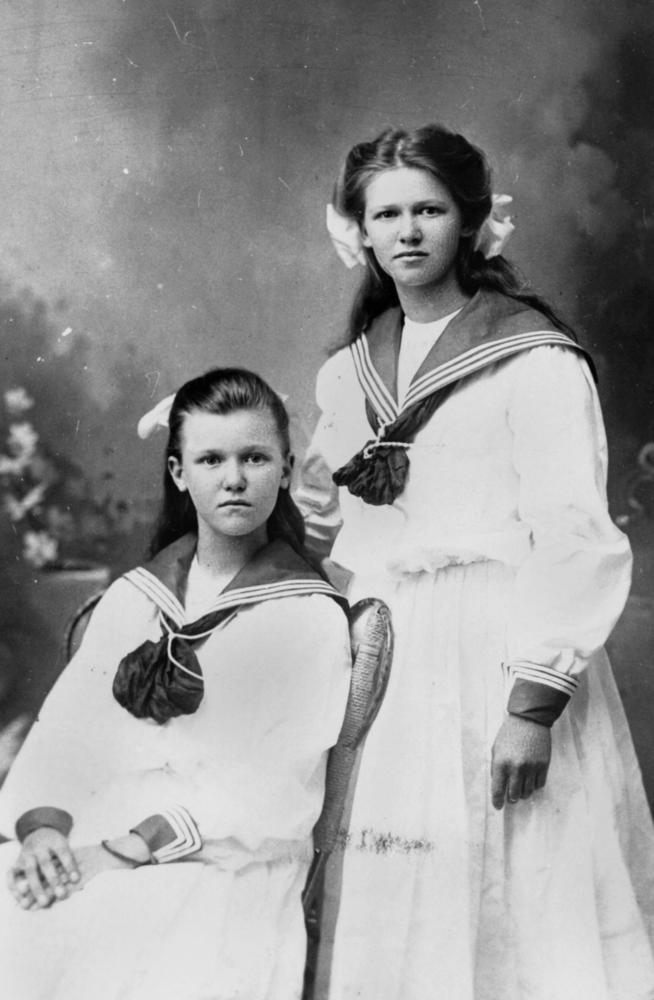
クィーンズランドの女子生徒（1910年）

## 特徴的な要素

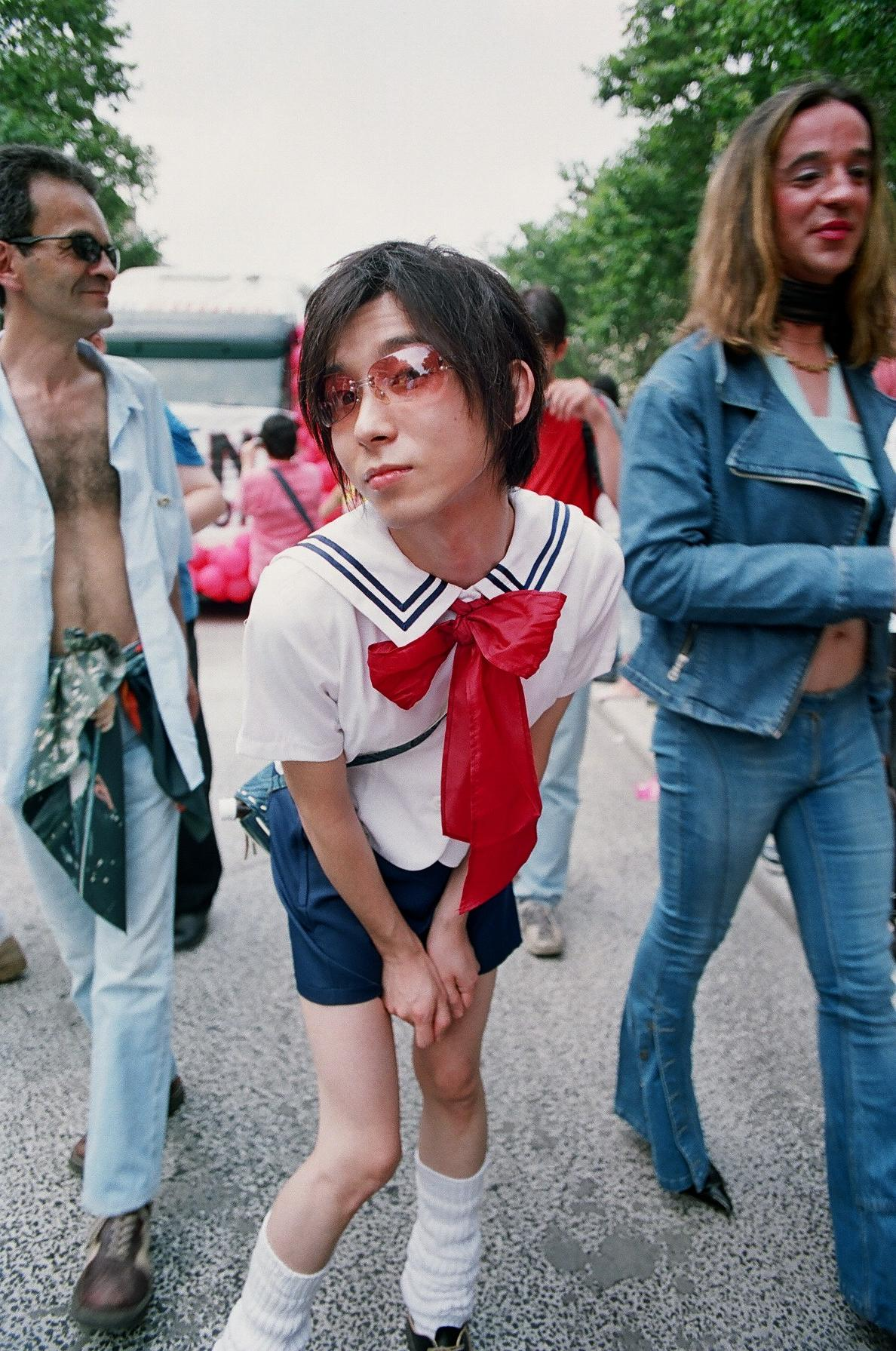
胸元がV字型ではないタイプのセーラー服を着た男性。このタイプのセーラー服も19世紀から存在していた。

### セーラーカラー
セーラー服の特徴である大きな角襟の理由については「甲板上で風などの影響によって音声が聞き取りにくいときに襟を立て集音効果を得るため」など諸説あるが、定かではない。杉浦昭典は集音効果説について「帆船上でそのような場面はない」として退けており、もともと船乗りが甲板上で荒天時に働く際の労働着にあったフードをイメージしてファションに取り入れたものであると推測している。
セーラー服が出来た頃の船乗りの間では、長髪を後ろで括ってポマードで塗り固める髪型（タール漬けの豚の尻尾）が流行していたが、船上ではなかなか洗濯が出来ないので、後ろ襟や背中が脂やフケで汚れを防ぐためという説もある。しかし、イギリス政府のサイトでは、“豚の尻尾”は1815年以降急速に廃れ、記録に残っているのは1827年が最後であるのに対し、大きな襟が現れたのは1830年以降なので、“豚の尻尾”とセーラーカラーが共存していた時期はないと指摘している。もう一つの尤もらしい理由は、肩に汚い綱がかかっていたことだろう。更に同サイトでは、初期の襟は円形であったが、男性が自分で繕うのに簡単なため、方形になったとしている。

### 襟の形状
また、現在のセーラー服の襟は、カラーとラペルが連続して胸元がV字型となっているものが多いが、19世紀のフランス海軍の制服のセーラー服にはラペルに当たる部分が切り欠かれており、胸元がV字型になっていなかった。アメリカ海軍が最初に使用したセーラー服もこのタイプで、子供服にも見られた。
セーラー服の胸元が大きく開いて逆三角形になっているのは、海に落ちた時にすぐ服を破り、泳ぎやすくするためと言われている。

### スカーフ
装飾として胸元にタイ（スカーフ、ネッカチーフ）があり、船乗りが手ぬぐい等の用途で使用するために用いていたものが由来である。水兵にとっては唯一のおしゃれ装具であり、上陸時に色・柄や生地に凝ったという。

### 簡素な変種
なお、軍服化・海員制服化した「セーラー服」が普段着に近い作業服や事務服として用いられるようになると、セーラーカラーを廃して幅の短い小さな襟にする、ネッカチーフやネクタイを廃し襟元をひもで結ぶ、といった簡素な変種も現れた。このような簡素な変種は、イギリス海軍ではジャンパー、日本帝国海軍では事業服などと呼ばれた。

## 軍服

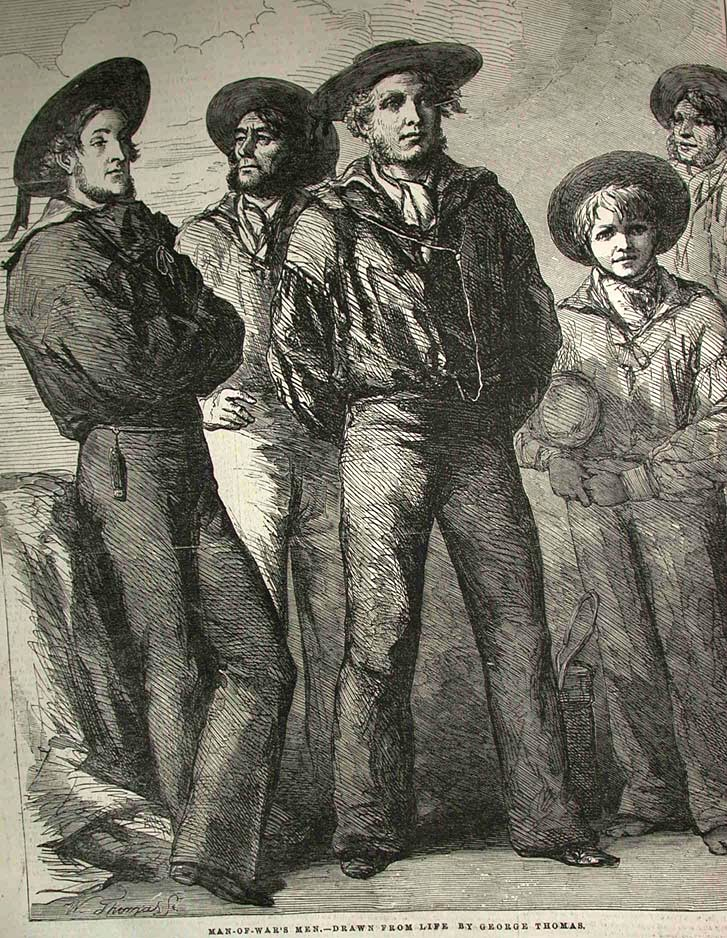
1854年のイギリス水兵

セーラー服を水兵の制服として全面的に採用したのはイギリス海軍が最初とされている。
1841年にはアメリカ海軍がジャケットタイプの制服を下士官・兵用として制定していたが、その頃イギリス海軍では水兵の制服を規定しておらず、一部の艦の艦長が自分好みの制服を艦の資金で誂えていた。しかし、全乗組員に支給するには多額の費用がかかるため、人目につくことが多い艦長艇のクルーのみ制服を揃える場合もあった。特に軍艦ブレザー号（HMS Blazer）の艦長が1845年に誂えた制服は評判となり、乗組員の制服を揃えることが艦長の間で流行した（ブレザー#起源参照）。1853年、ハーレクイン号（HMS Harlequin）のウィルモット艦長は、この流行に乗って自艦の艦長艇クルーに艦名にちなみ道化師（Harlequin）の服を着せた。しかしこれは顰蹙を買い、新聞にも大きな問題として取り上げられた。1857年、このハーレクイン騒動が契機となり、海軍本部はセーラー服を水兵の制服として制定し、支給することにした。

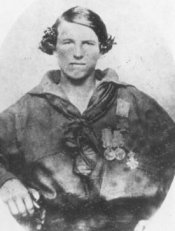
クリミア戦争で活躍したイギリス海軍水兵

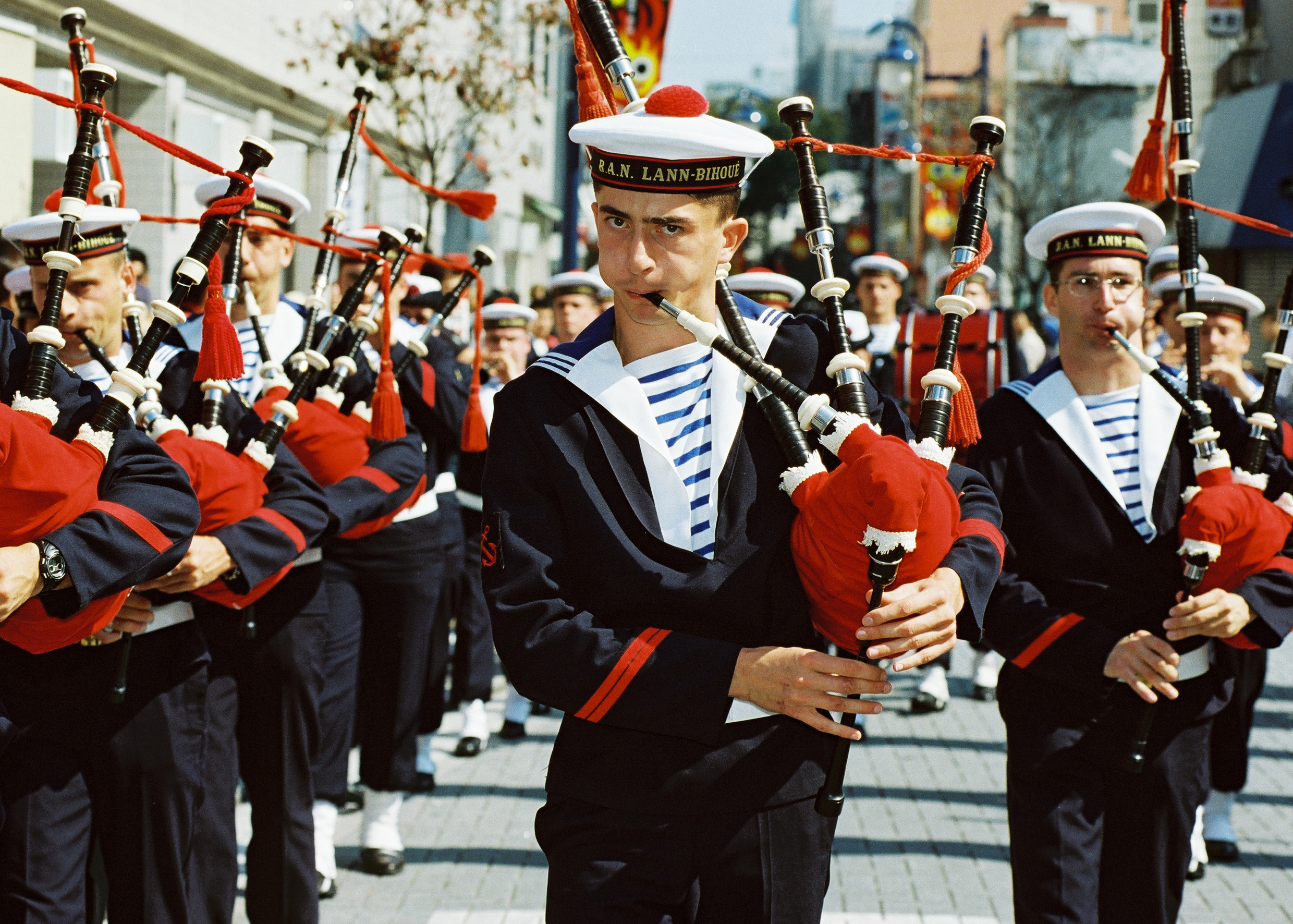
現在のフランス海軍

そして、イギリス海軍がセーラー服を採用したため、アメリカ海軍でも1862年に水兵用の制服をセーラー服に変更した。また、フランス海軍も1858年にセーラー服を水兵の制服として採用し、日本海軍でも1872年の設立当初より水火夫の制服として採用した。但し、フランス海軍に関してはイギリスの影響があったか否か定かではない。
このようにして、セーラー服は水兵の象徴となり、水兵であるという設定のポパイも劇中でセーラー服を着用している。またドナルドダックの服装も水兵をイメージしている。そして、セーラー服は現在でも日本の海上自衛隊をはじめ多数の国の海軍で水兵の制服として使用されている。

各国海軍で着られているセーラー服
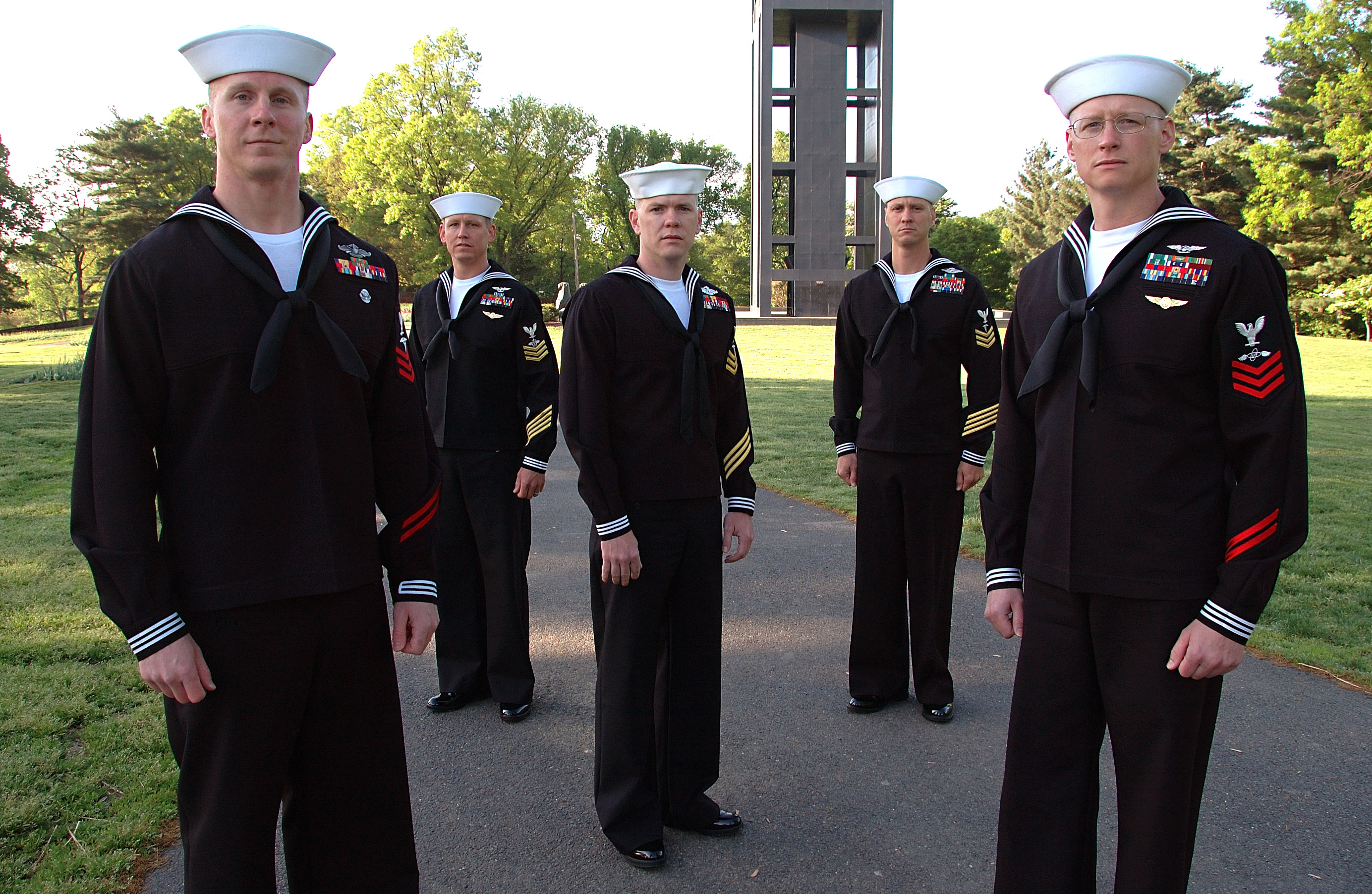
アメリカ海軍ブルー
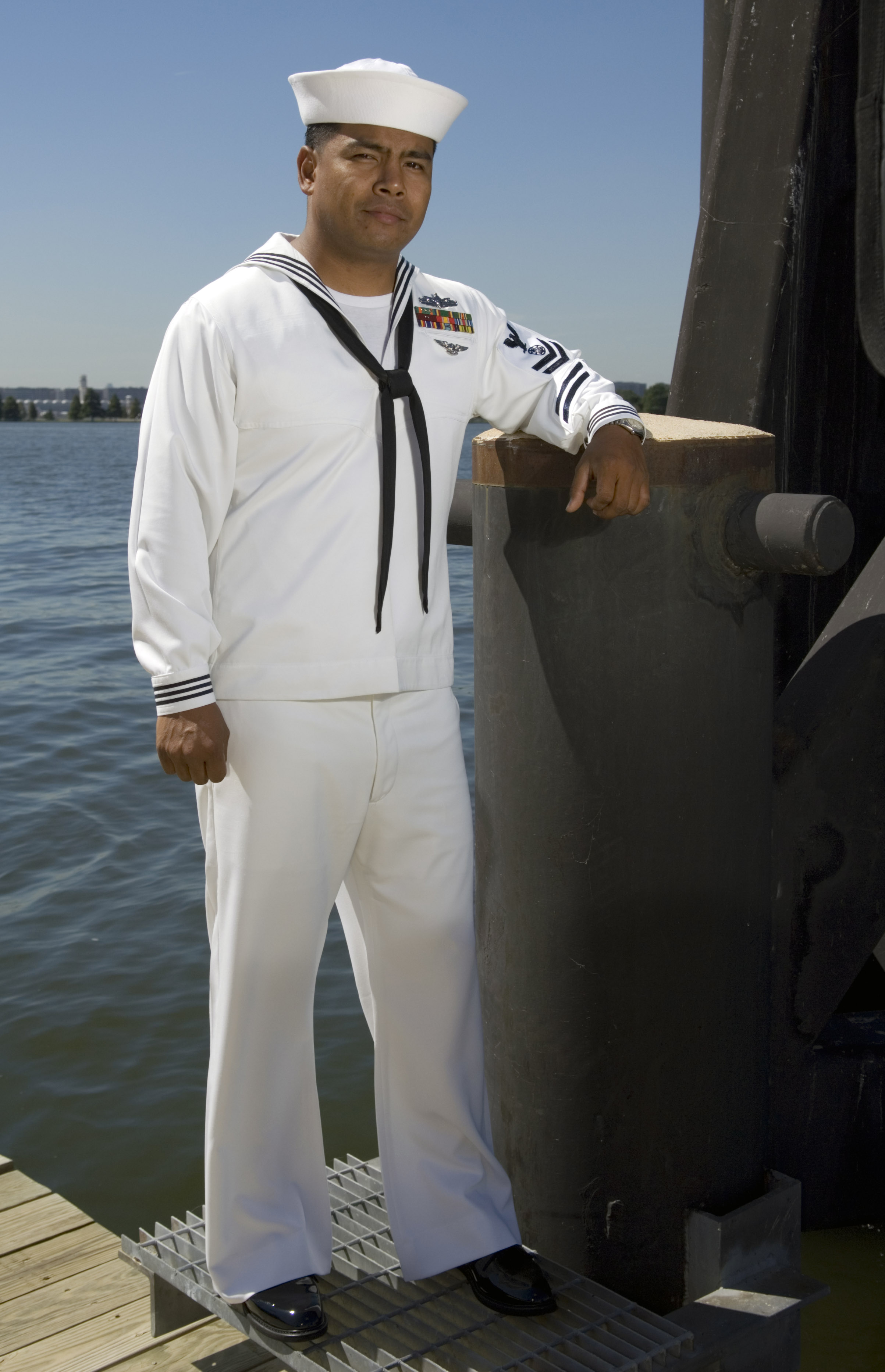
アメリカ海軍ホワイト
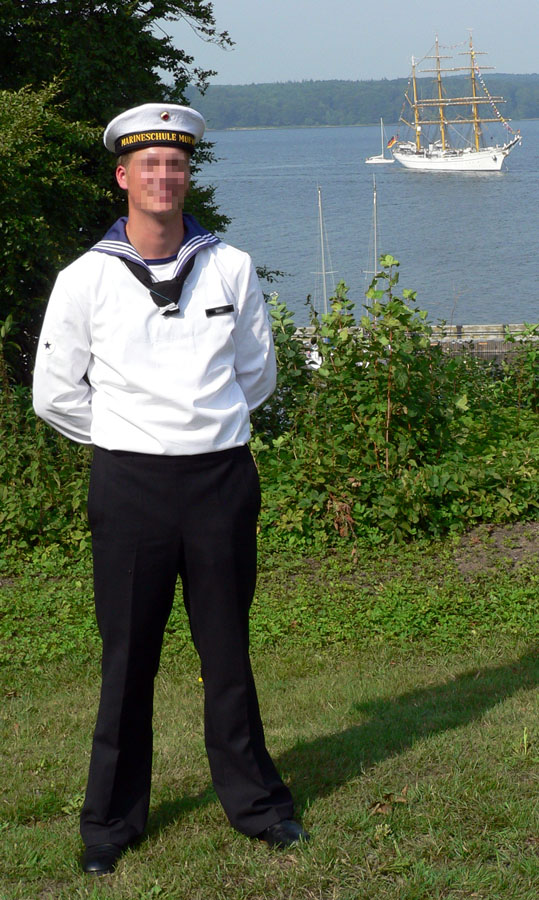
ドイツ海軍
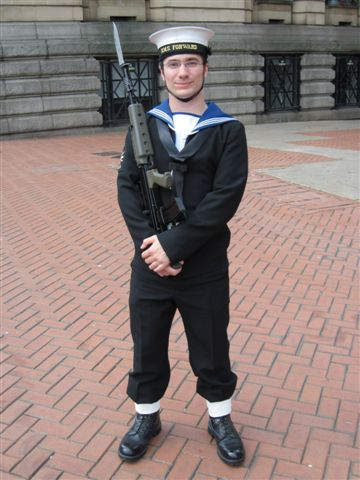
イギリス海軍

海上自衛隊も男性海士の制服として採用している。一方、尉官以上の幹部と准尉・海曹は冬は黒のリーファージャケット、夏は白の詰襟または開襟シャツが制服であり、女性自衛官は全階級で冬はダブルのブレザー、夏はシングルのスーツを着用する。海士の階級はそのほとんどが18歳～22歳によって占められており、セーラー服は日本では女子生徒の学生服として普及しているため（後述）、若い女性海士が着用しては中学生や高校生と誤解されかねないためとされる。

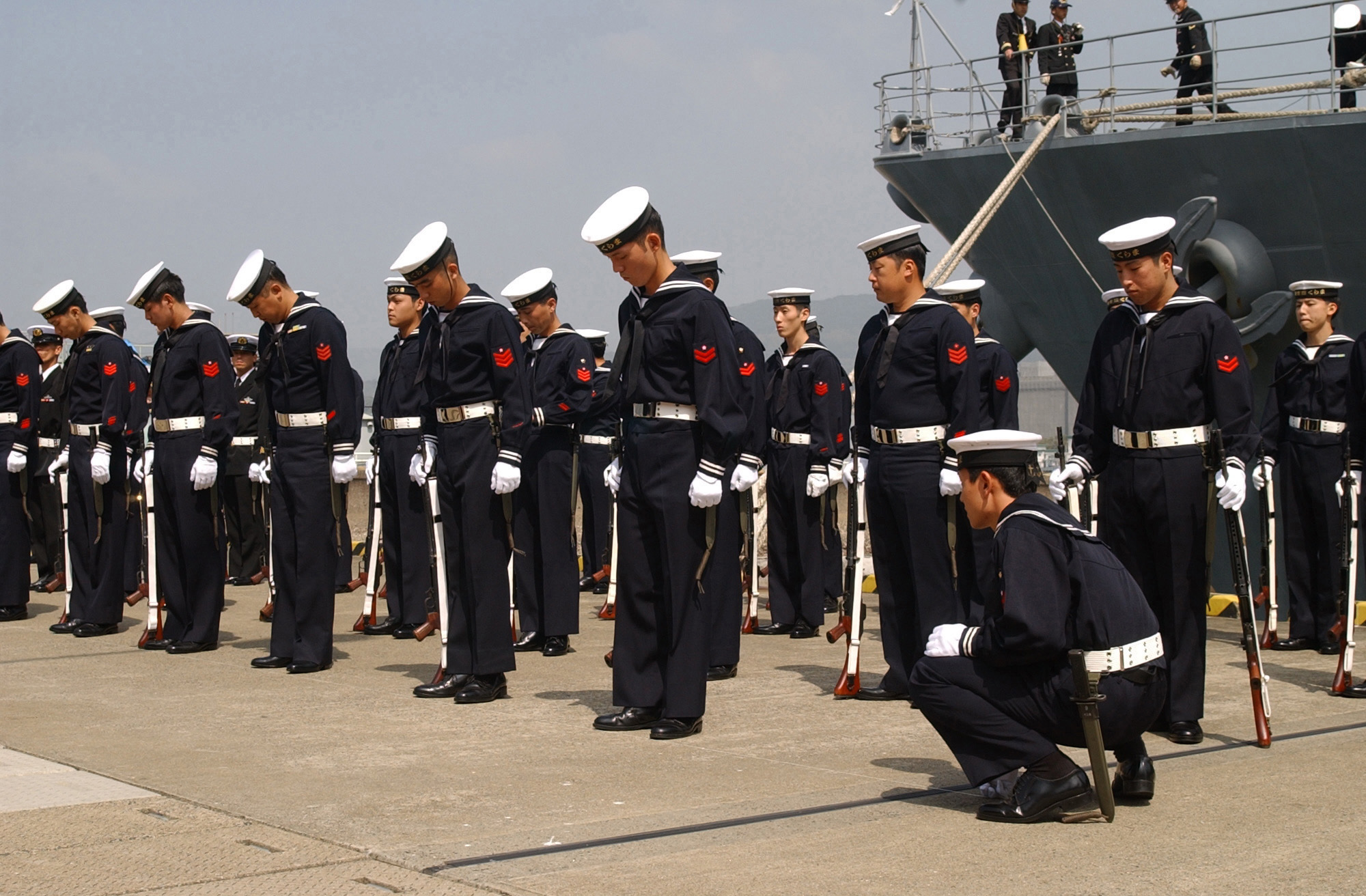
海上自衛隊海士冬服
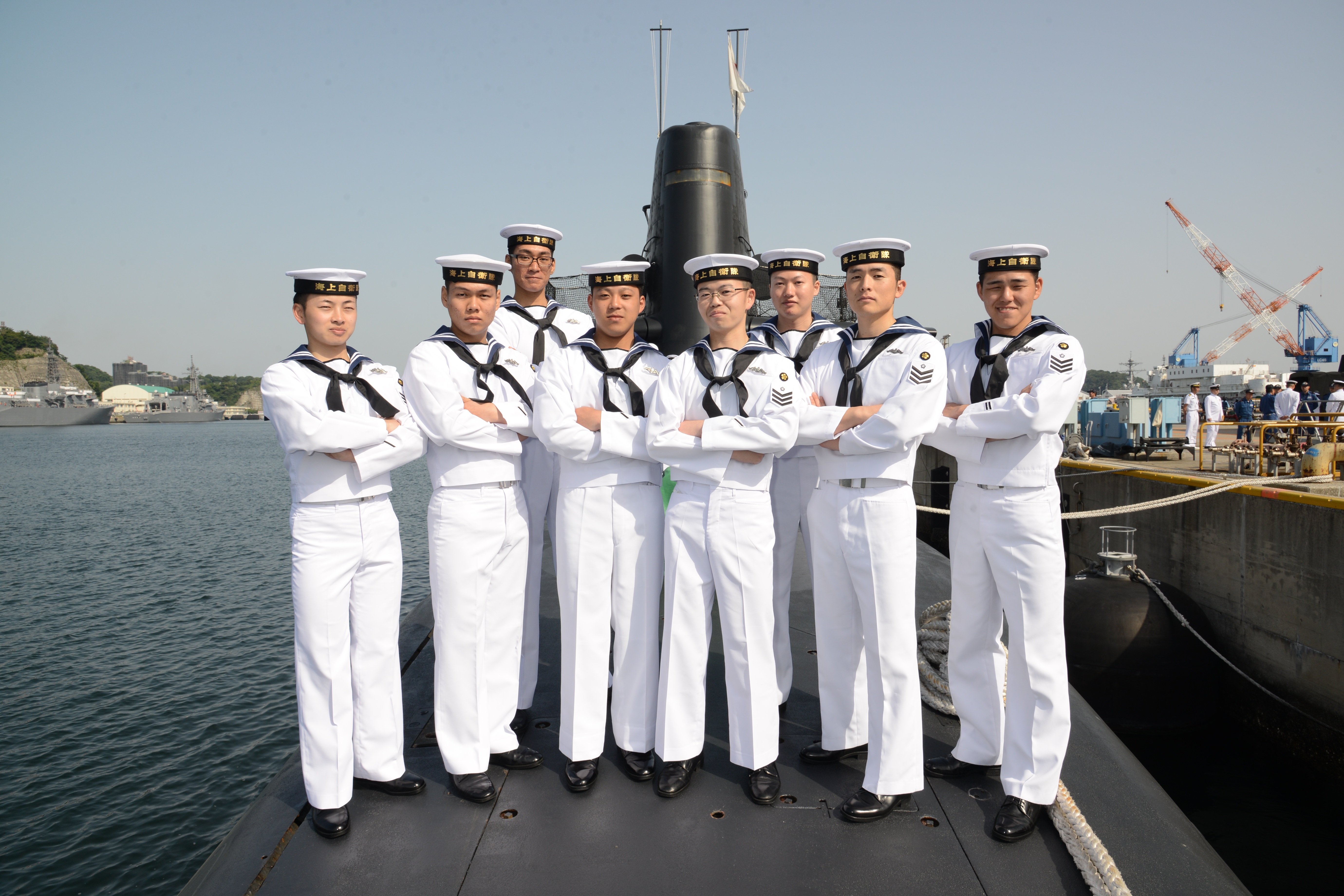
海上自衛隊海士夏服

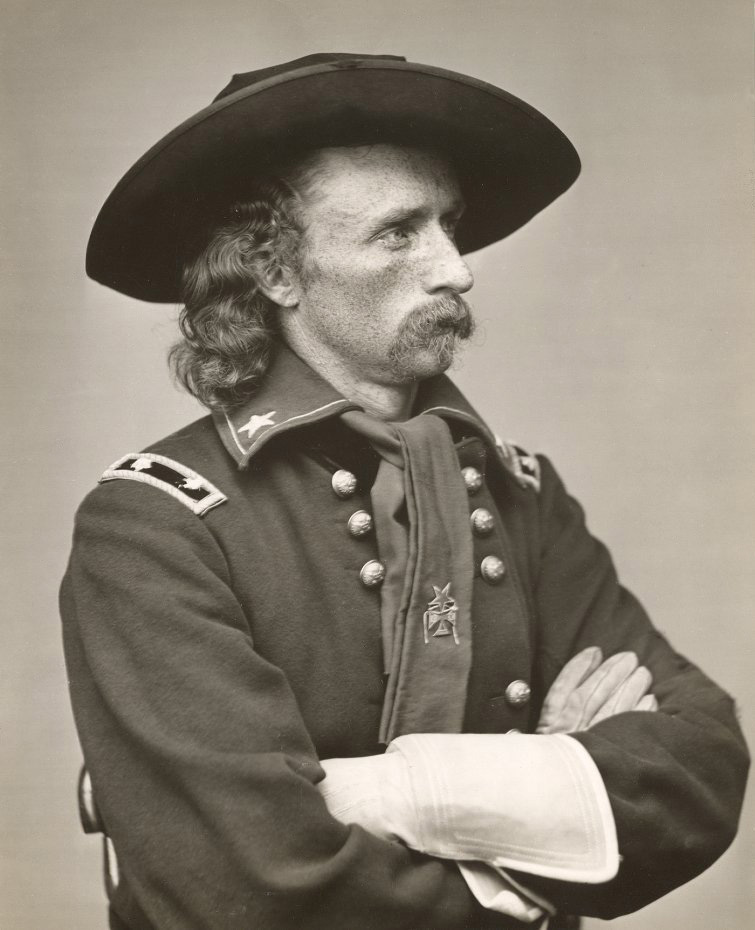
少将の制服の下にセーラーシャツを重ね着したジョージ・アームストロング・カスター

アメリカ陸軍では、その服装の奇抜さが南北戦争の北軍指揮官の中では比類無き存在として知られていたジョージ・アームストロング・カスターが、青い襟に白い星が付いたセーラーシャツを准将昇進時に特注した派手な黒いビロードの特製制服の下に重ねていた例がある。カスターの肖像として現在最もよく知られているものの一つである少将時代の写真でも、将校用のフロックコートの丈を短く改造した上着の下に同じセーラーシャツを着ている。

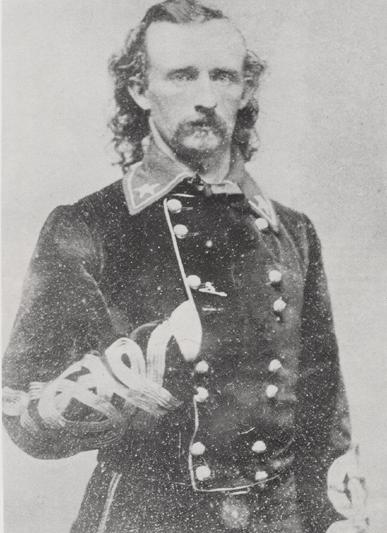
特製制服の下にセーラーシャツを重ね着したカスター准将

## 日本の女子生徒用制服

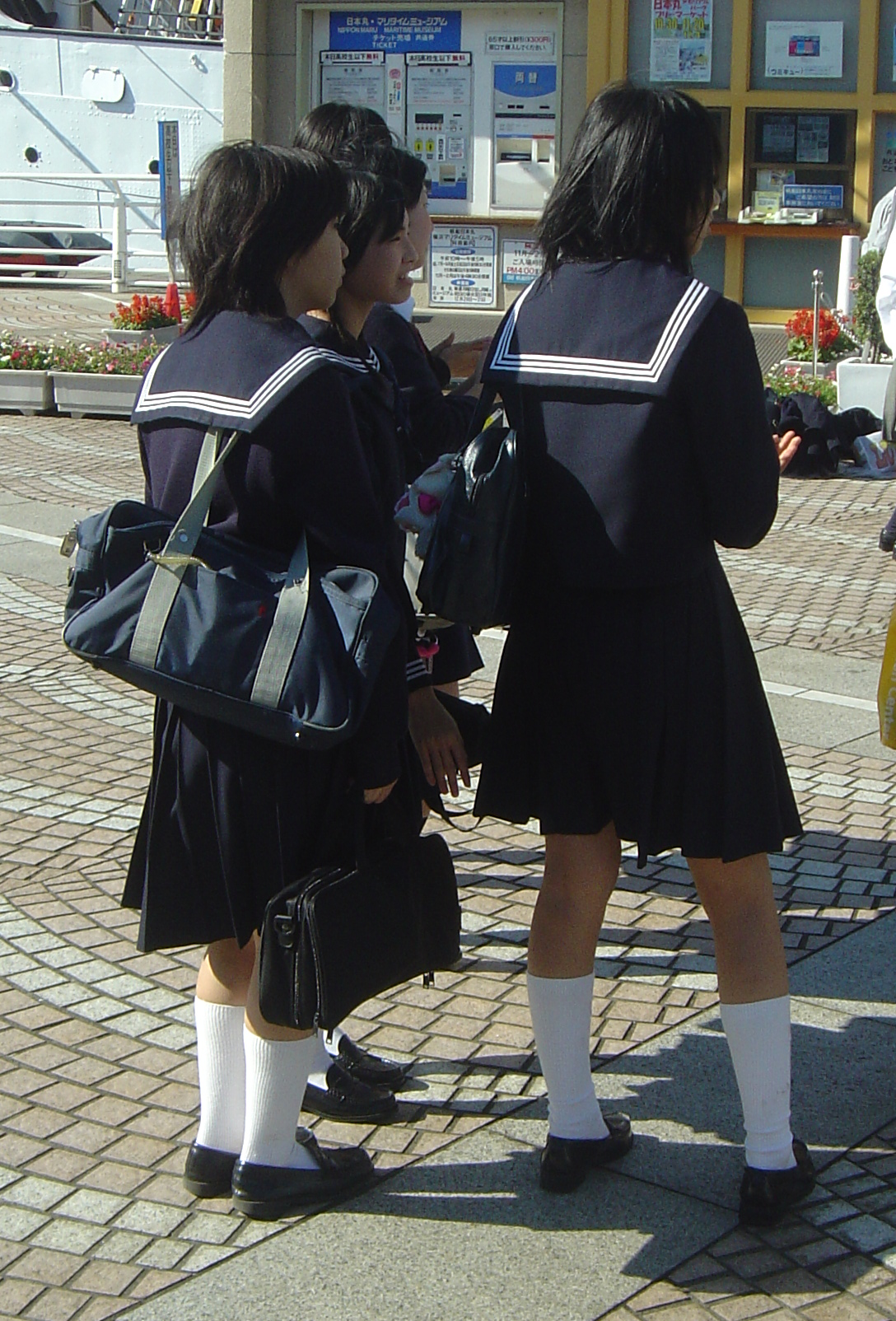
セーラー服を着た女子生徒

日本に初めて学校制服としてセーラー服が導入されたのは諸説あるが、最初に女子生徒用の制服としてセーラー服を採用したのは1920年、京都府の平安女学院であるとされ、そのセーラー服はベルトで腰の辺りを締めるワンピース型だった。
現在一般的に見られるような上下セパレート型のセーラー服を制服として最初に採用した学校については、愛知説（1921年9月）、神奈川説（1921年11月）、福岡説（1921年12月）がある。
愛知県名古屋市の金城学院は、校主事務取扱のアメリカ人教師ローガン先生の2人の娘が着ていた水兵服（セーラー服）から考案され1920年4月の入学生に対して、「作れる人は洋服にする様に、型は自由、各自の個性に合ったのを作る様に」と勧め、1921年9月に正式にセーラー服を制服として採用した。
神奈川県横浜市のフェリス女学院では、1921年11月に「女学生標準服」としてセーラー服を標準服として推奨したが、着用する生徒は少なかった。その後の教師らによるデザインなどの検討を経て、1924年6月にセーラー服が制服として正式採用され、全生徒が着用するに至った。
福岡県福岡市の福岡女学院では、当時、同女学院の校長だったエリザベス・リーが、活動しやすい体操服として自身がイギリス留学中に着ていたセーラー服をモデルに、1917年に太田洋品店の太田豊吉に制作依頼した。運動ができるよう動きやすくするため上着だけで3年を費やしたという。1920年に上着を完成した後、動きやすいスカートの開発に行き詰っていたが、太田豊吉はスカートにプリーツをつけることを思いつき、セーラー服上下が完成した。福岡女学院で運動着として使用され、1921年12月に正式に制服として採用された。なお、福岡説をホームページで掲載していた大手制服メーカーのトンボは、福岡説を「あくまで通説に沿ったもの」「今後の展開次第では修正も検討する」とし、同社ホームページから該当ページを削除している。
その後、女子中学生・高校生の制服として、全国的に普及し現在に至る。セーラー服が全国に広まった背景には、東京大学を始め多くの学校が男子の学生服として立襟で陸軍式の5つボタンのチュニックを採用していたため、「それならば女子には海軍の軍服を」という理由があったとも言われている。しかし、学習院等一部の学校では男子も海軍式の隠しホック留めの上着を採用しており、海軍でも下士官服はフランス陸軍由来の5つボタンチュニックである。
台湾では福岡女学院のセーラー服が評判となり、早くも翌1922年の台中州立高等女学校に始まり、日本人の多い台北第一高女、第二高女、1924年にはほぼ台湾内地人で構成された台北第三高女で採用され、女子の制服として急速に広まっていった。

女子生徒用の一般的なセーラー服の例
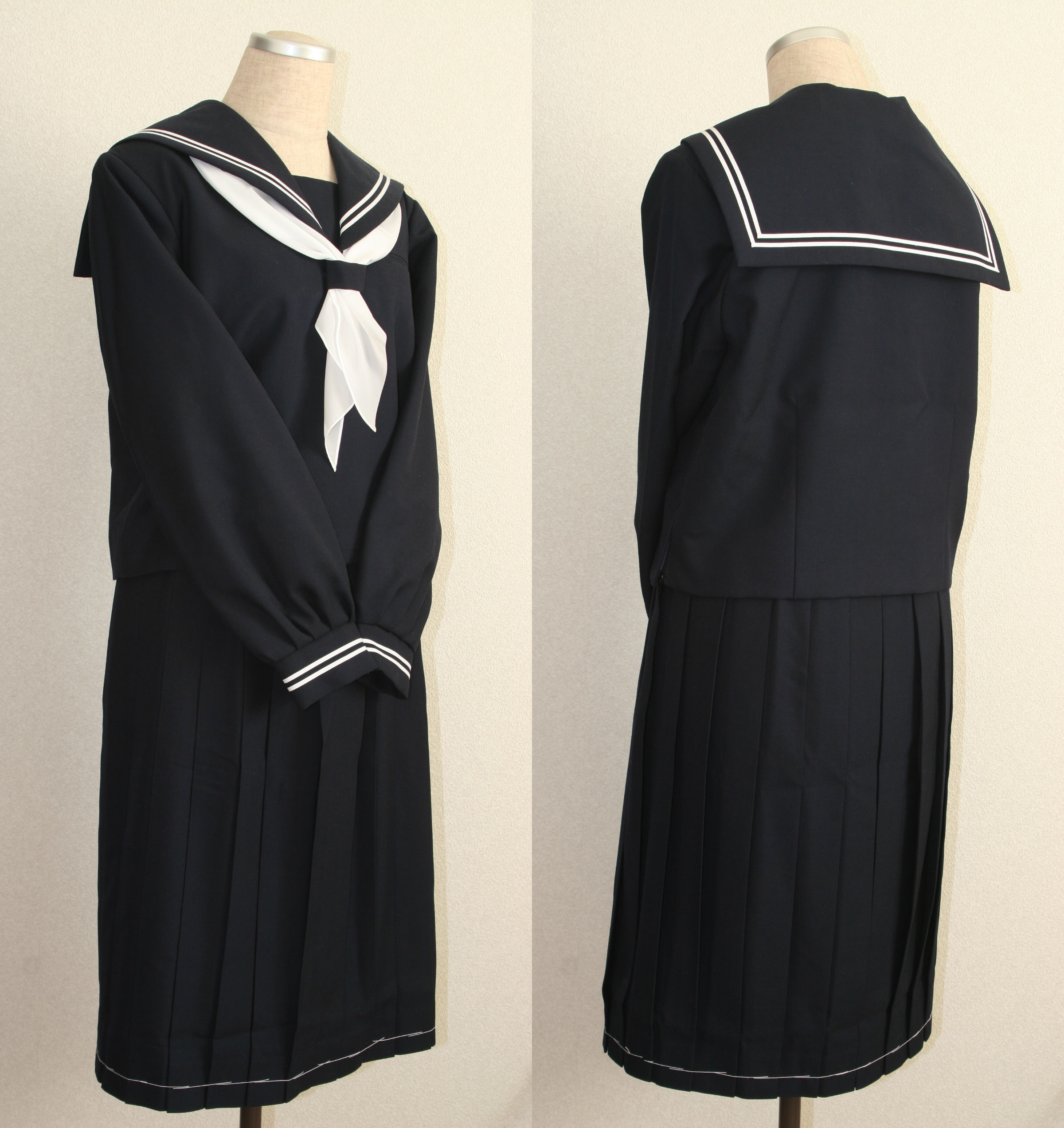
冬服
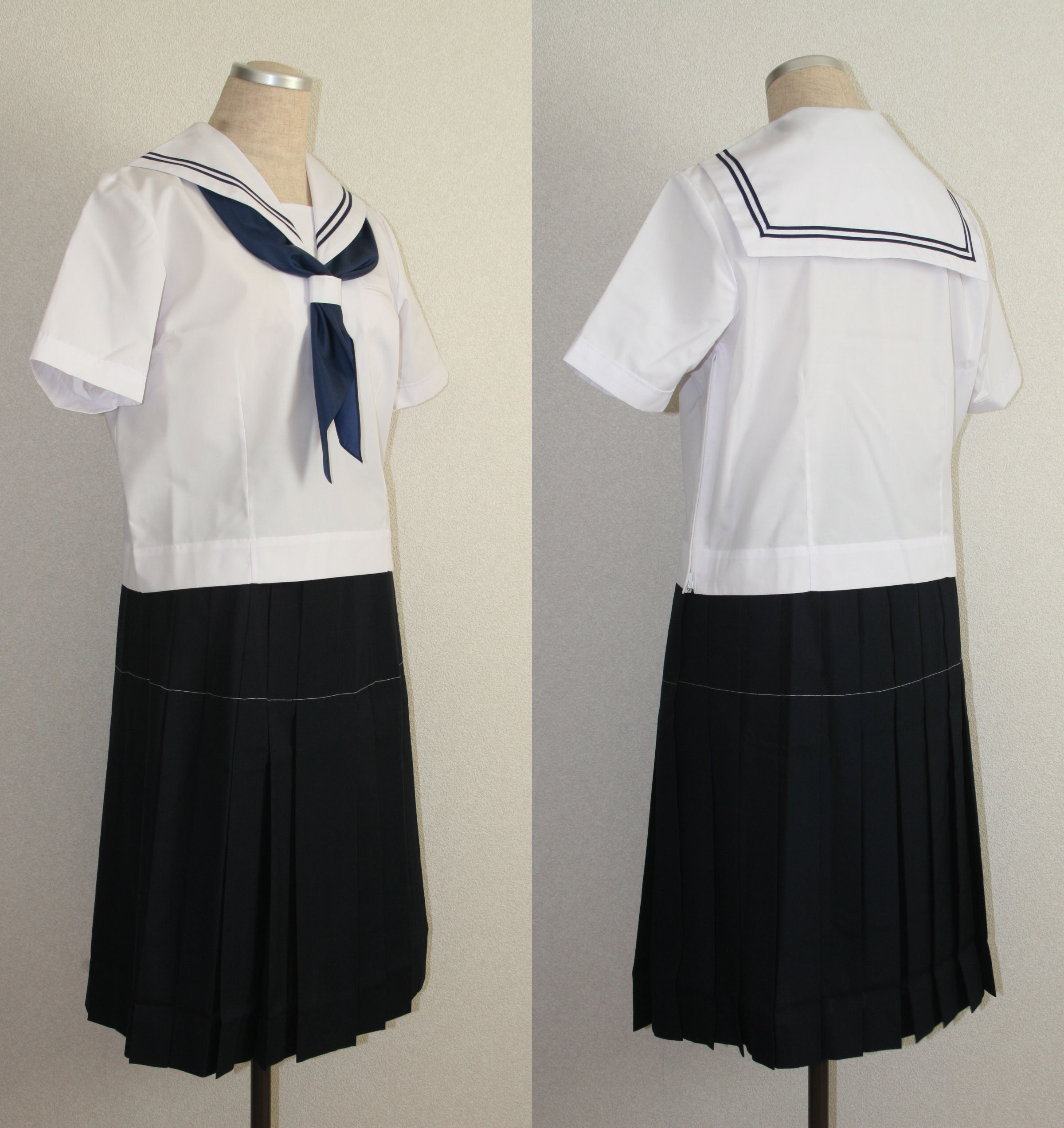
夏服

### 海外への波及
タイや中国では、一部の学校で日本風のセーラー服に変えたところ、高校によっては志望者が大幅に増えたところもあった。

### セーラー服アートギャラリー

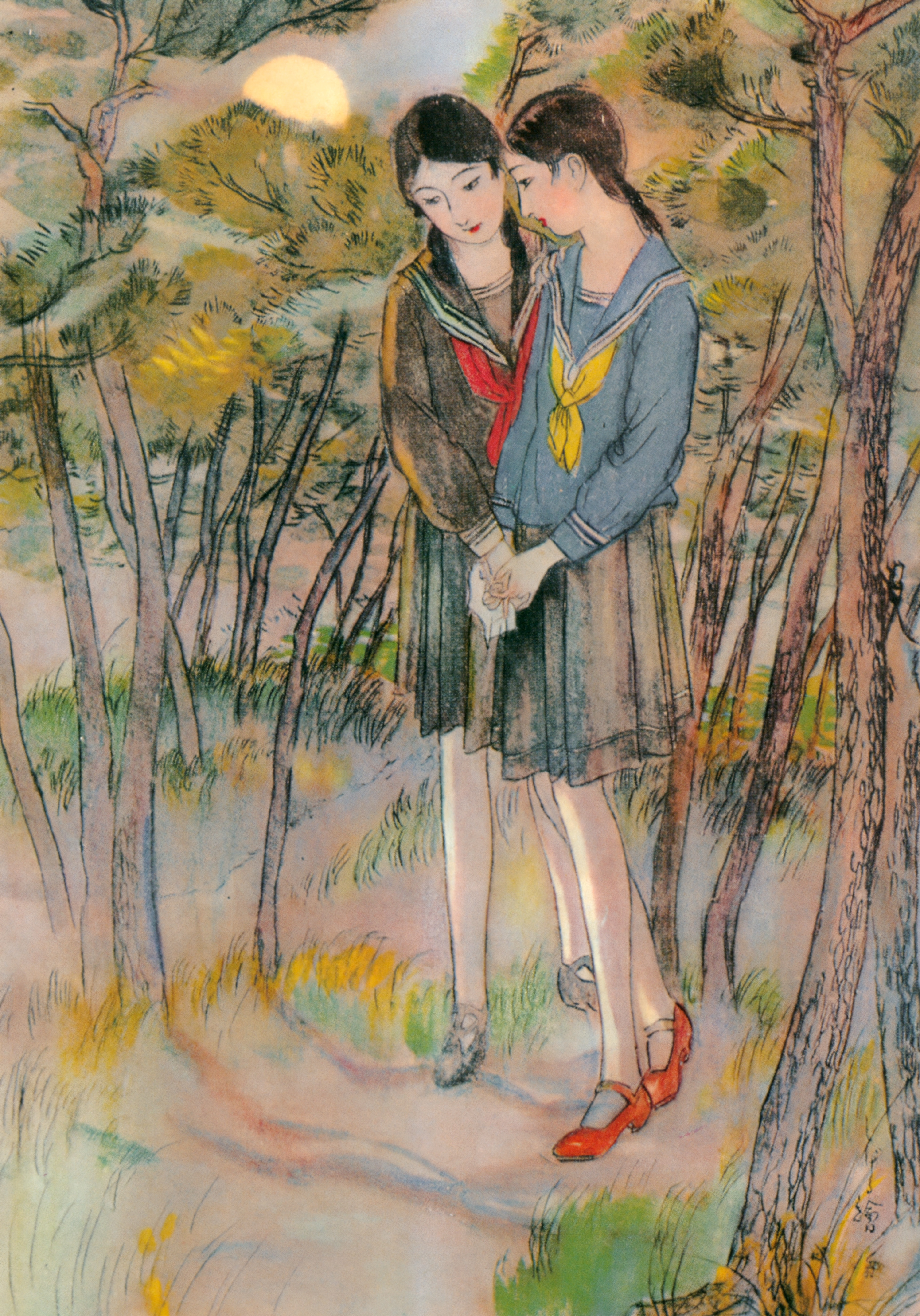
須藤しげる「友情」(1930年)
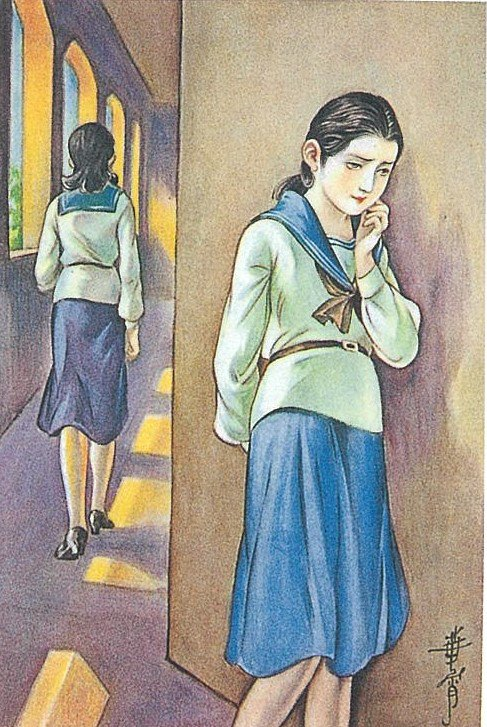
高畠華宵（1932年）
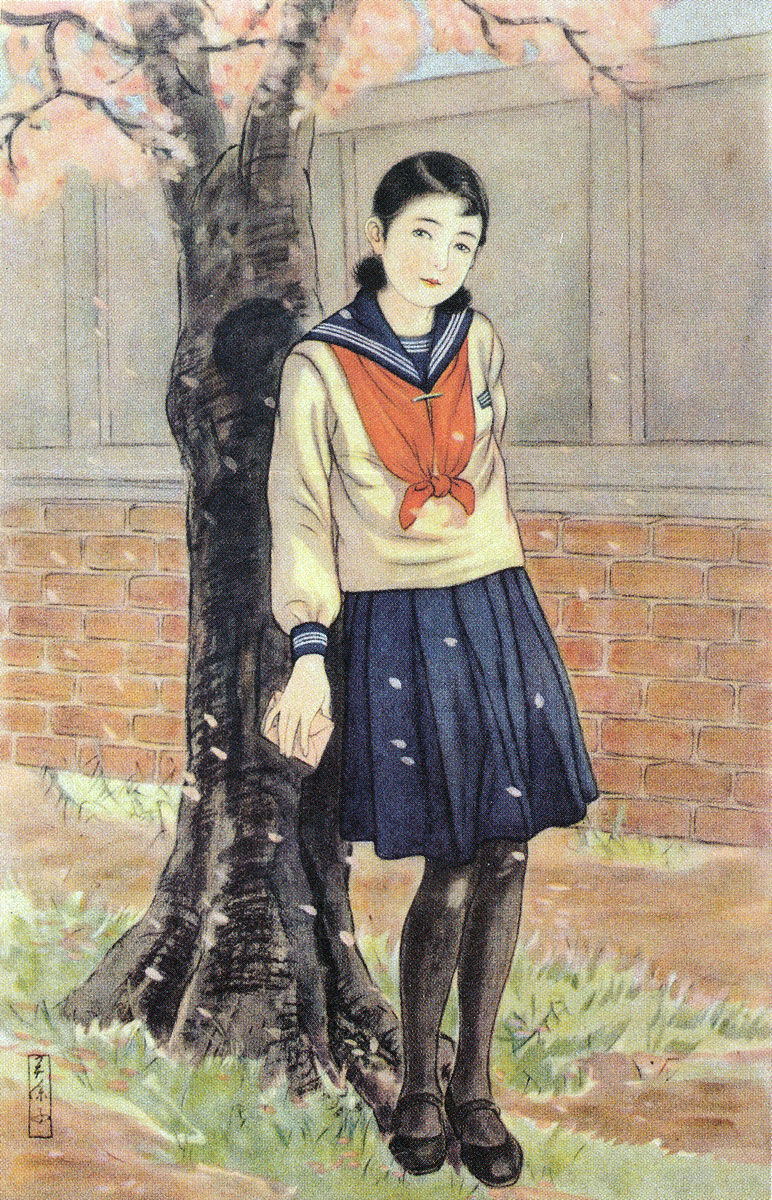
深谷美保子「別れ」（1920年～1937年の間）
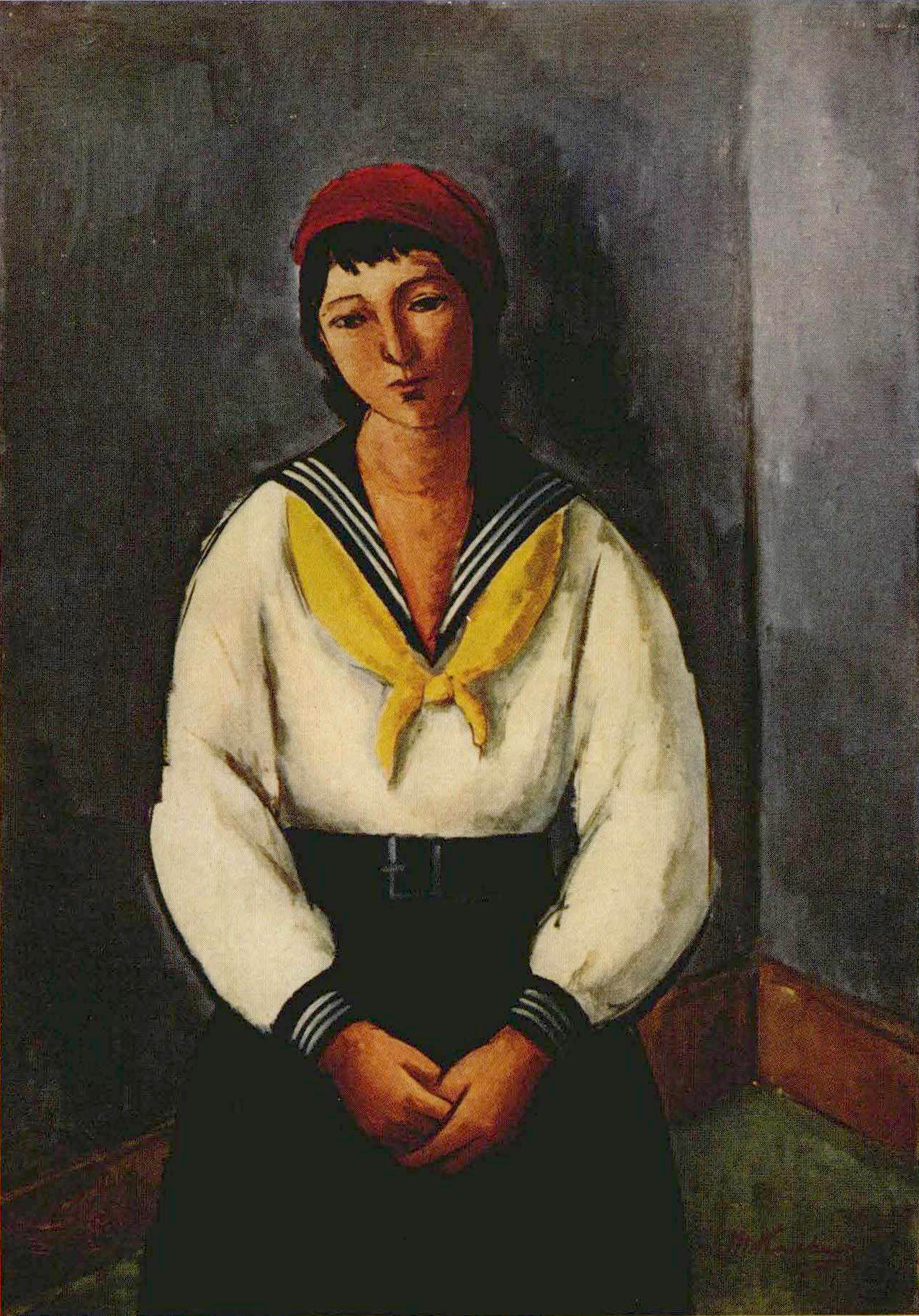
柏尾鞠子（中国語版）「制服の少女（英語版）」（1932年）
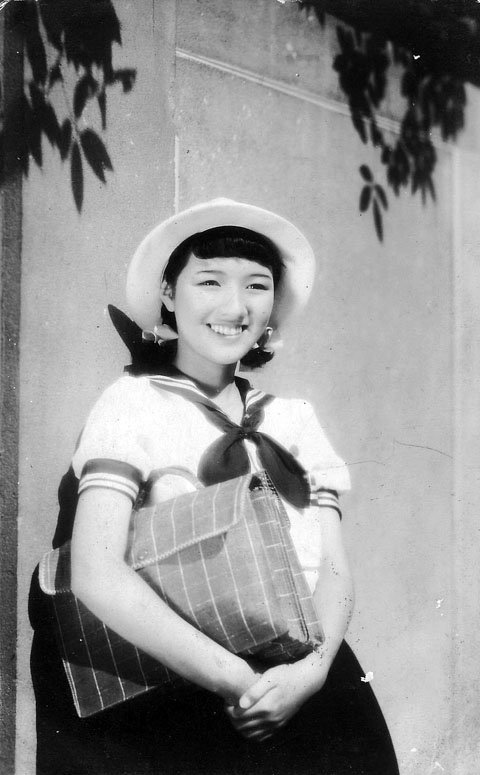
映画「花つみ日記」（1939年）の高峰秀子

### 創作とコスプレ
和田慎二の漫画『スケバン刑事』（1976年連載開始）、『超少女明日香』（1975年連載開始）シリーズは、「セーラー服で戦う美少女」を描き、少女マンガに新しいジャンルを開いたとされる。『スケバン刑事』は1985年から1988年にかけてテレビドラマ化され、セーラー服アクションの元祖的作品として評価されている。
赤川次郎の小説『セーラー服と機関銃』は1981年に薬師丸ひろ子主演で映画化され大ヒットを記録した。撮影には薬師丸が当時在学していた都立八潮高校のセーラー服が使用された。美少女研究家の高倉文紀は「セーラー服をきちんと着こなせるのがアイドルというコンセプトを確立」させたとして評価している。
武内直子の漫画『美少女戦士セーラームーン』（1992年 - 1997年）では、主人公たちが「セーラー戦士」に変身して戦うが、そのコスチュームは名前の通りセーラー服をモチーフにしている。同作は連載開始と同時にテレビアニメ化され（美少女戦士セーラームーン (テレビアニメ)）、1993年末からヨーロッパ圏でも放送され人気を博した。日本のファッションとしての「Sailor-Fuku」を認知させ、海外のコスプレ文化にも多大な影響を与えたとされる。武内はインタビューで、セーラー服を着た美少女が戦うというコンセプトはどこから得たのかという質問に対し、連載前に担当編集者と決めたもので、当時は武内も編集者も「アイドルが好きで、その中でも制服を着たアイドル達に萌えていました。」と答えている。
コスプレ衣装用のセーラー服は、ドン・キホーテなどの店舗やインターネット通信販売（以下「ネット通販」）により入手することができる。学用品とは異なり毎日の着用に耐えるような耐久性は求められていないため、概して生地や縫製は弱く、そのぶん価格も安い。色使いが派手であるなど、明らかにコスプレ用であるとわかるデザインの商品が多い一方で、実在する学校の制服に似せた「レプリカ制服」も市販されている。
またそれとは別に、制服メーカーが製造しているセーラー服には、実際の学校制服としては採用されていないデザインの商品が存在する。こうした汎用品の学校制服は「標準服」とよばれ、制服のない服装自由の学校に通う生徒が購入することを意図したものである。学用品であるため生地や縫製は頑丈で、毎日の着用にも耐える耐久性を有している。デザインや色などのバリエーションも比較的豊富である。学校制服専門店や百貨店の制服コーナーなどで販売されることが多い。近年ネット通販では、こうした標準服のセーラー服の販売数が増加しているという。その中にはコスプレ用として購入する男女も多いとされる。

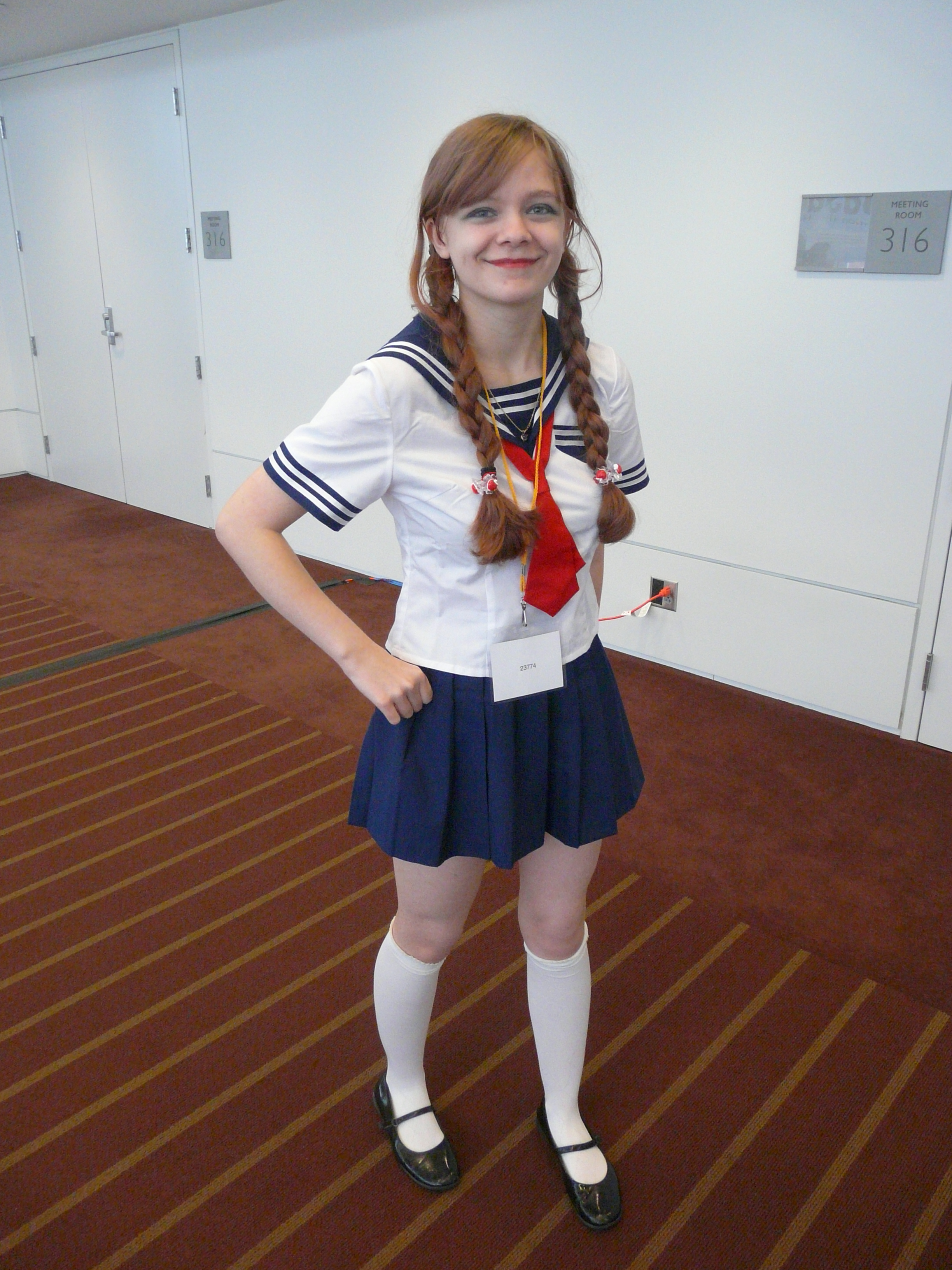
コスプレとしてのセーラー服を着る少女（米国・Tekkoshocon 2010）
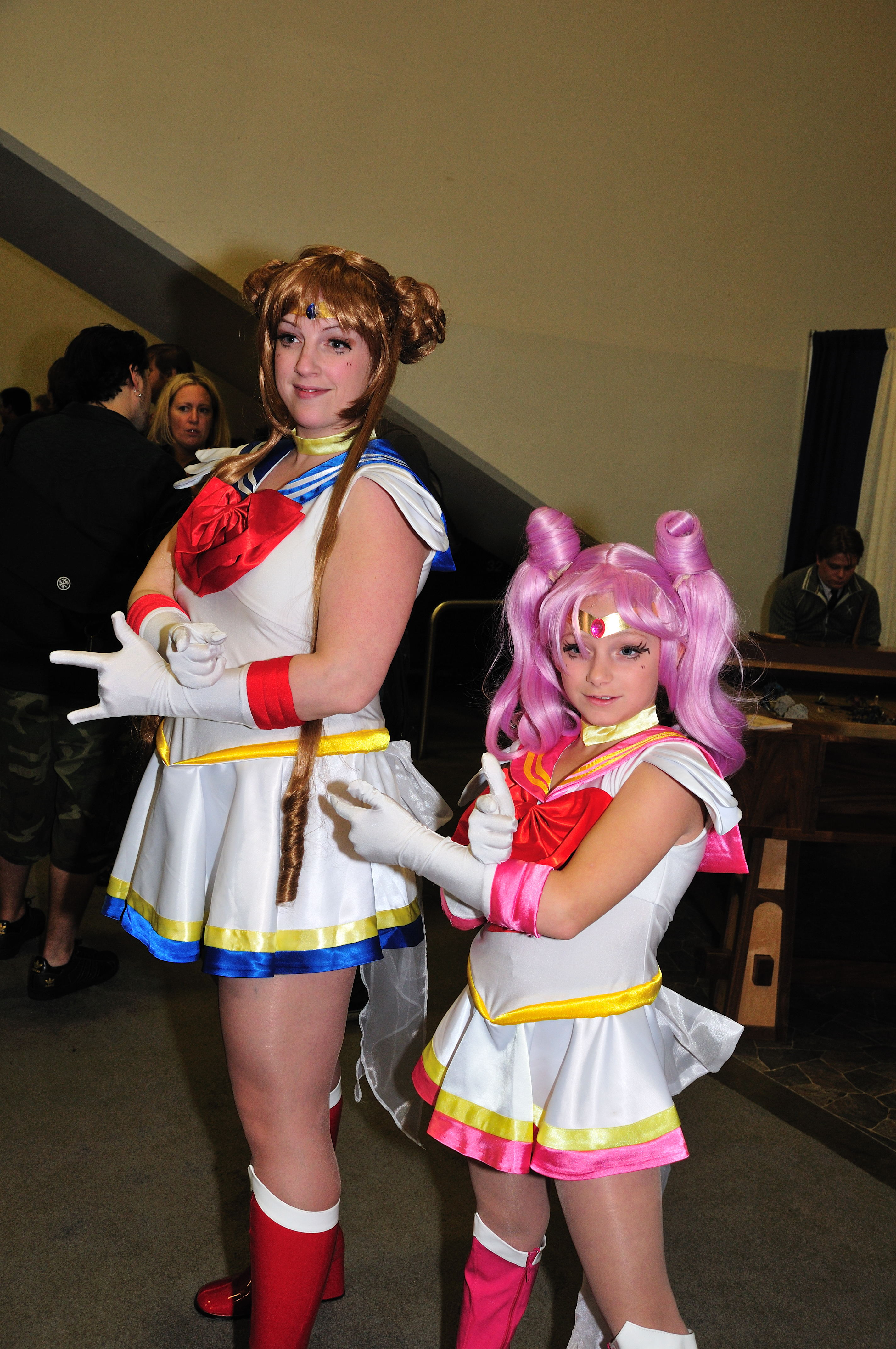
セーラームーンのコスプレ（米国・WonderCon 2010）
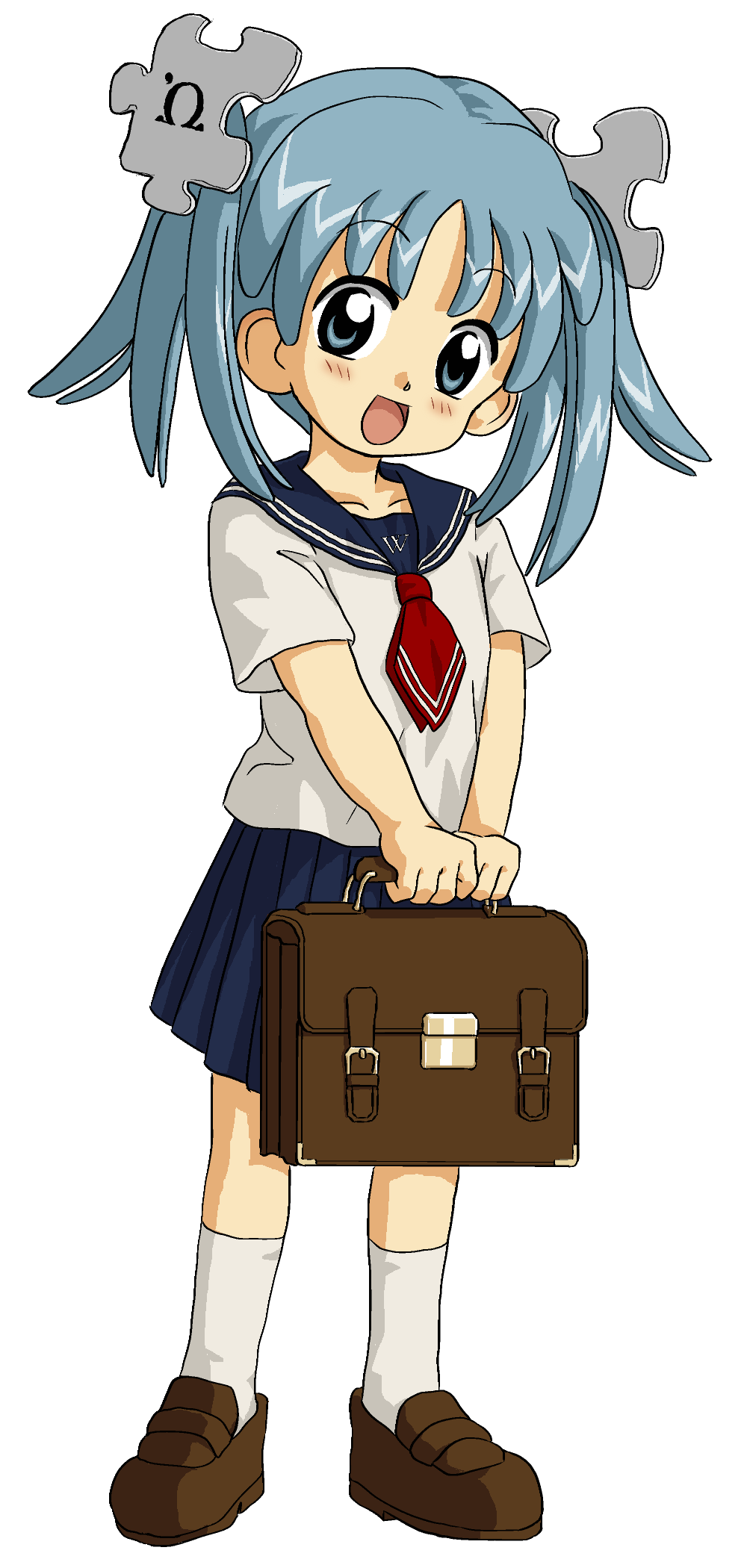
ウィキペたん